# RMS Majestic (1914)
O RMS Majestic foi um navio de passageiros operado pela White Star Line. Foi originalmente construído na Alemanha pelos estaleiros da Blohm & Voss para a Hamburg-Amerika Linie sob o nome de SS Bismarck, sendo o terceiro da Classe Imperator de transatlânticos depois do SS Imperator e SS Vaterland. A construção começou em 1913 e ele foi lançado no ano seguinte, porém sua finalização foi paralisada pela Primeira Guerra Mundial. As obras foram reiniciadas após o fim do conflito e ele foi cedido ao Reino Unido como reparação de guerra, sendo comprado pela White Star Line.
Foi renomeado para Majestic e realizou sua viagem inaugural em maio de 1922, ganhando o título de maior navio de passageiros do mundo e o mantendo pelos treze anos seguintes, até a chegada do SS Normandie. Ele foi colocado para a linha entre Southampton e Nova Iorque junto com o RMS Olympic e RMS Homeric, tornando-se o carro-chefe da empresa no período entreguerras. Seus interiores luxuosos lhe valeram grande popularidade durante a década de 1920, porém sinais prematuros de desgaste começaram a surgir após alguns anos de serviço.
A Grande Depressão fez o Majestic ficar cada vez menos lucrativo, sendo colocado em rotas de cruzeiro a fim de tentar manter sua rentabilidade. A White Star Line fundiu-se em 1934 com a Cunard Line e o navio foi inicialmente mantido na frota, porém acabou considerado um excedente dois anos depois. Ele foi vendido para desmontagem, porém a Marinha Real Britânica o adquiriu para poder transformá-lo em uma embarcação de treinamento. Foi renomeado HMS Caledonia e serviu nessa função até pegar fogo em setembro de 1939, sendo totalmente desmontado em 1943.

## Antecedentes
As empresas alemãs de transporte marítimo aspiravam no início da década de 1910 reconquistar o domínio do mercado que detiveram na virada do século, tendo sido superadas pelos enormes transatlânticos construídos pelas britânicas Cunard Line e White Star Line, especialmente o RMS Lusitania, RMS Mauretania e RMS Olympic. Foi nessas circunstâncias que Albert Ballin, presidente da Hamburg-Amerika Linie (HAPAG), decidiu construir três navios para serem os maiores do mundo até então. Seus planos inicialmente eram de construir a primeira embarcação na Alemanha e as duas seguintes nos estaleiros da Harland & Wolff no Reino Unido, porém mudou de ideia e decidiu reforçar o sentimento patriótico simbolizado pelo trio, ao fazer com que os três fossem construídos por estaleiros alemães.
Tamanho e conforto eram prioridades. Ballin sabia que seus navios não poderiam competir com os britânicos em velocidade. Ele planejou contornar o problema oferecendo luxuosidade, contratando o arquiteto francês Charles Mewès para cuidar dos interiores das embarcações. Outra questão era o tamanho, que precisava ser grande o bastante para acomodar numerosos tripulantes e passageiros divididos em quatro classes, diferente das três classes tradicionais, com a adicional dedicada ao transporte em massa de imigrantes. O naufrágio do RMS Titanic, que ocorreu em 1912 durante a construção das duas primeiras embarcações da HAPAG, salientou a necessidade de botes salva-vidas capazes de acomodar todos os passageiros a bordo e os desafios correspondentes. Os construtores alemães decidiram projetar seus navios com botes espalhados em vários locais, principalmente no convés superior.

## Construção

### Pré-guerra

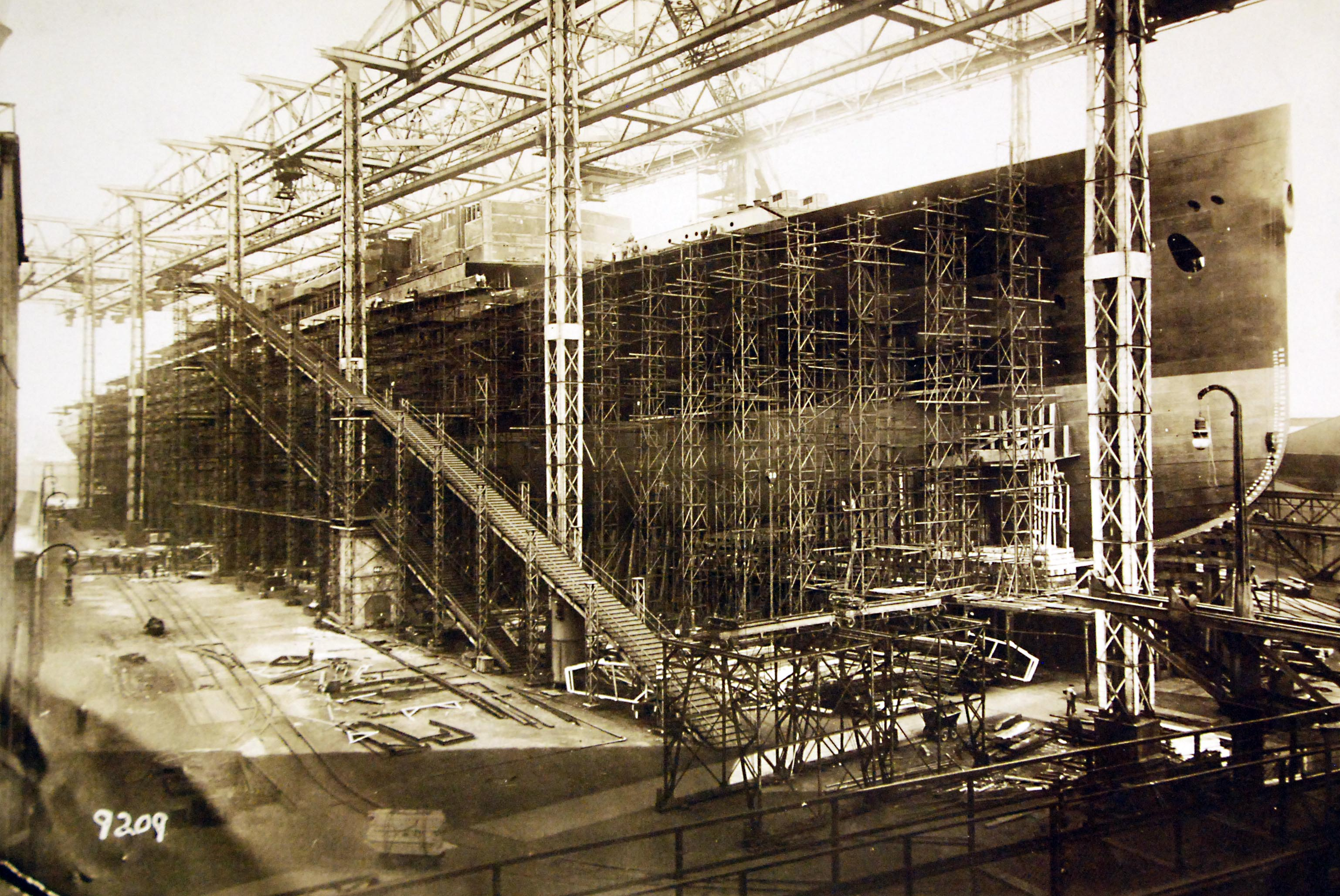
O Bismarck em construção, 1914.

O primeiro navio do trio foi o SS Imperator, que realizou sua viagem inaugural em 10 de junho de 1913. A segunda embarcação foi o SS Vaterland, que era um pouco maior que o Imperator e fez sua primeira viagem em 24 de maio de 1914. O último do trio teria o nome de SS Bismarck. Sua construção começou em 1913 logo após o lançamento do Vaterland, com o batimento de sua quilha nos estaleiros da Blohm & Voss em Hamburgo, durante cerimônia que teve a presença do imperador Guilherme II. O projeto original previa que o Bismarck fosse mais semelhante ao Vaterland, que por sua vez era diferente do Imperator em vários pontos, como por exemplo no fato de que os dutos das chaminés não desciam diretamente para o centro do navio, mas sim dividiam-se em tubos menores que corriam pelos flancos, permitindo a existência de espaços internos maiores.
Durante a construção do Bismarck em 1914 a HAPAG começou a suspeitar que o britânico RMS Aquitania, que em breve seria colocado em serviço pela Cunard, teria um comprimento maior que suas embarcações. Esta notícia fez a empresa alemã instalar uma águia ornamental na proa do Imperator para que pudessem ganhar alguns metros a mais. Isto também afetou o Bismarck, já que foi decidido prolongar seu comprimento em aproximadamente dois metros. Esta decisão gerou certo atrito com a Blohm & Voss, já que a adição desses dois metros seria particularmente onerosa, necessitando de uma revisão completa dos projetos e a adição de duas seções à meia nau para que o comprimento fosse aumentado. Estas mudanças no fim foram desnecessárias, já que o Aquitania nunca realmente chegou a ameaçar em comprimento o Vaterland e o Bismarck. Entretanto, isto permitiu que o Bismarck se tornasse o maior navio do mundo e mantivesse esse título até a estreia do francês SS Normandie da Compagnie Générale Transatlantique em 1935.
Como o nome do navio era uma homenagem ao ex-chanceler Otto von Bismarck, sua neta, a condessa Hannah von Bismarck-Schönhausen, foi escolhida para batizar a embarcação durante o lançamento em 20 de junho de 1914. O Imperator e o Vaterland tinham sido batizados, respectivamente, por Guilherme II e por Ruperto, Príncipe Herdeiro da Baviera, com o Bismarck sendo o único que seria batizado por uma mulher. Entretanto, toda a cerimônia estava sujeita a uma precisão rigorosa e a condessa não conseguiu jogar a garrafa de champanhe com força suficiente para quebrar no casco. O navio começou a escorregar para a água e o imperador teve de correr atrás dele e atirar a garrafa para que ela se quebrasse. Assim, acabou-se que as três embarcações da HAPAG foram batizadas por homens, quando a tradição geralmente concedia esse papel às mulheres.
O arquiduque Francisco Fernando da Áustria foi assassinado apenas uma semana depois do lançamento do Bismarck e a Primeira Guerra Mundial começou logo em seguida. Todos os funcionários do estaleiro foram requisitados para o esforço de guerra, com os trabalhos no navio cessando completamente para serem retomados apenas ao final do conflito. Muitos dos materiais que estavam previstos para serem utilizados no processo de equipagem e finalização do Bismarck foram instalados em outros projetos.

### Pós-guerra

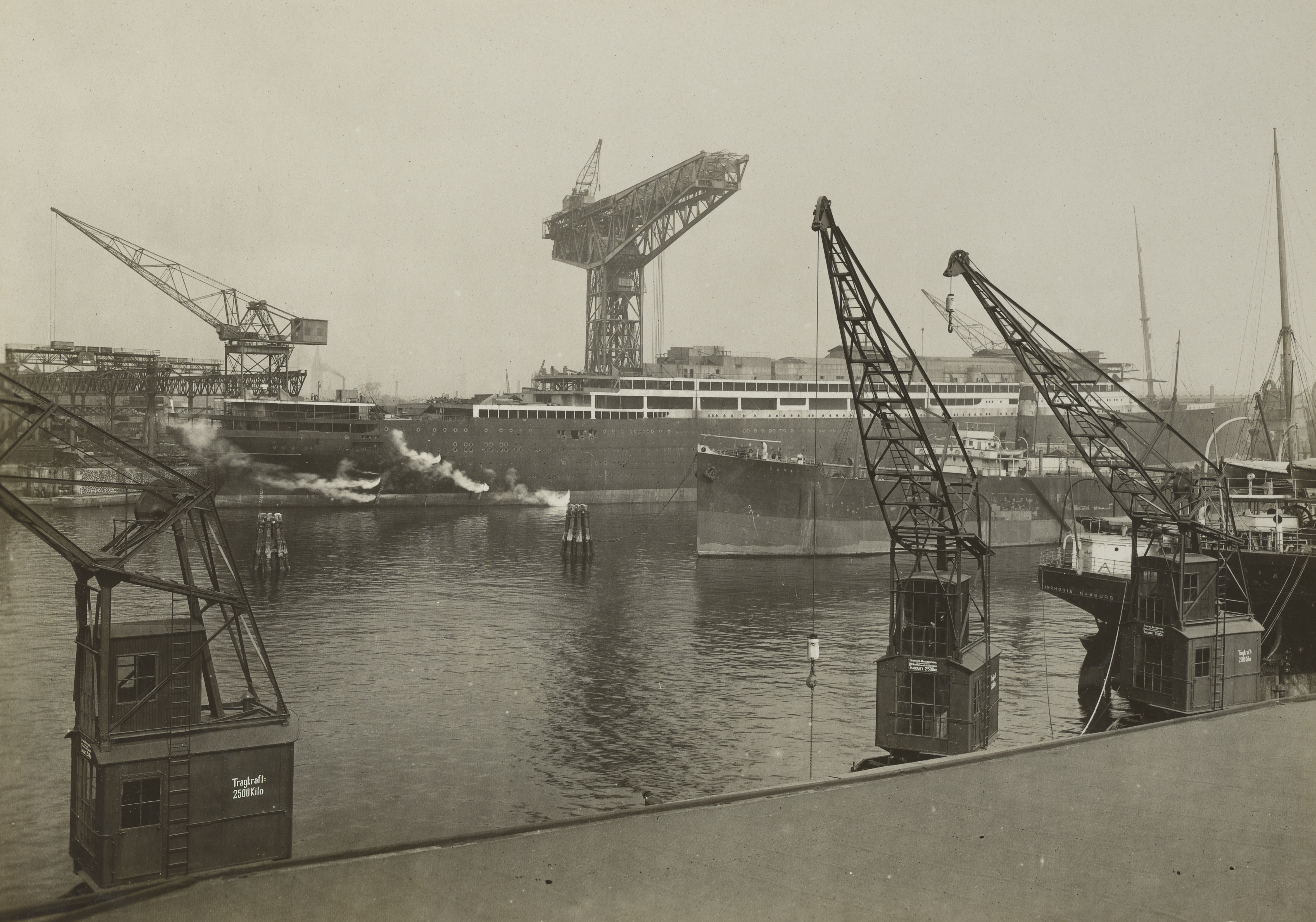
O casco do Bismarck em agosto de 1918.

Vários navios das companhias de navegação britânicas serviram na Primeira Guerra, e muitos foram perdidos. A Alemanha foi derrotada e, pelos termos do Tratado de Versalhes, obrigada a ceder boa parte de suas embarcações a fim de substituir a tonelagem perdida pelos aliados. A White Star acabou adquirindo muitos deles. Foi assim que os três grandes transatlânticos da HAPAG foram parar nas mãos dos aliados: o Vaterland tinha sido tomado pelos Estados Unidos durante a guerra e permaneceu com os norte-americanos, sendo rebatizado como SS Leviathan. Já o Imperator e o Bismarck foram vendidos para a Cunard e para a White Star, que ficaram donas de metade de cada navio. O primeiro foi renomeado como RMS Berengaria e navegou pela primeira vez com a Cunard em 1920. O segundo ainda estava incompleto e foi destinado à White Star. Alguns anos depois, por simplicidade, as duas empresas tornaram-se donas completas do navio que operavam.
A construção do Bismarck ainda precisava recomeçar na Blohm & Voss. Todavia, os novos proprietários enviaram peritos dos estaleiros da Harland & Wolff em Belfast, os construtores habituais dos navios da White Star, para supervisionarem o andamento dos trabalhos. Inicialmente mil e depois dois mil trabalhadores foram mobilizados. O projeto sofreu algumas modificações, principalmente no quesito propulsão, já que os britânicos pediram que as caldeiras a carvão originais fossem convertidas para funcionarem a óleo combustível, que era mais econômico. Existiam grandes temores que os trabalhadores alemães poderiam sabotar a embarcação, algo aparentemente confirmado quando um incêndio surgiu no Bismarck em 4 de outubro de 1920, mas que não teve consequências graves. Além disso, os materiais necessários para as obras nem sempre chegavam no tempo esperado, atrasando o progresso. A atribuição para a White Star foi confirmada oficialmente em fevereiro de 1921 e o novo nome do navio foi rapidamente anunciado: RMS Majestic, referência a uma embarcação homônima. As chaminés foram instaladas no final de maio e início de junho, com os trabalhos concentrando-se em seguida nos interiores. Houve novas mudanças feitas na distribuição dos passageiros: a quarta classe foi abolida devido à redução dos fluxos migratórios e o navio foi reprojetado a fim de transportar menos de mil imigrantes por travessia, para um total de pouco mais de dois mil passageiros. Estes números eram bem aquém das mais de quatro mil pessoas que o Imperator costumava transportar.
O transatlântico foi concluído em 28 de março de 1922 e entregue ainda sob o nome Bismarck. Oficiais da White Star e seu comodoro Bertram Hayes viajaram para Hamburgo com o objetivo de acompanharem os testes marítimos, ficando chocados ao descobrir que o navio fora pintado com as cores da HAPAG. As cabines mais luxuosas foram decoradas para que a família imperial alemã desfrutasse de um "cruzeiro da vitória", algo incongruente à luz dos acontecimentos recentes. Hayes também descobriu que sua cabine fora usada como depósito. Estes eventos refletiam o clima de tensão que acompanhava a entrega. Sob essas circunstâncias, os britânicos redobraram seus esforços para satisfazerem o orgulho dos alemães, permitindo que o navio deixasse o porto hasteando a bandeira alemã e sob o comando do capitão Hans Ruser, comodoro da HAPAG.
Os testes marítimos ocorreram no dia 1º de abril de 1922 e satisfizeram completamente a White Star. Ele retornou temporariamente para a Alemanha para que os últimos ajustes e arranjos fossem finalizados. Os britânicos assumiram oficialmente a posse do navio em 9 de abril, sendo imediatamente pintado com as cores da White Star. Assim, a empresa tornou-se dona do maior navio de passageiros do mundo da época, fazendo seu caminho até Southampton a fim de realizar sua viagem inaugural.

## Características

### Aspectos técnicos
O Majestic foi o maior navio do mundo em seu tempo. Tinha 291,3 metros de comprimento, por 30,5 metros em seu ponto mais largo, com calado de onze metros e uma tonelagem de 56 551 toneladas. Possuía dois mastros, um na proa e outro na popa, e três chaminés. Estas deveriam ser uniformemente amarelas caso o navio tivesse servido sob a HAPAG, porém tornaram-se de cor marrom ocre com topo preto, quando ele foi adquirido pela White Star. A terceira chaminé era falsa e tinha intenção de equilibrar o visual externo da embarcação, enquanto as duas primeiras evacuavam a fumaça produzida nas caldeiras. Ao contrário do projeto usual na época, e seguindo o que fora testado no Vaterland, a fumaça era evacuada por pequenos tubos finos que subiam pela lateral do Majestic, em vez de por meio de um único duto grande que atravessava o centro do navio.
O navio era impulsionado por um sistema de quatro turbinas a vapor que movimentavam quatro hélices. O Bismarck originalmente foi projetado para que suas 48 caldeiras fossem alimentadas por carvão, porém elas foram adaptadas para funcionarem a base de óleo combustível quando ele virou Majestic, por ser mais econômico. O transatlântico era capaz de alcançar uma velocidade média de 23,5 nós (43,5 quilômetros por hora), sendo um dos navios mais rápidos do mundo, atrás apenas do Mauretania. O Imperator desde sua estreia sofreu muito com problemas de rolamento, decorrentes de seu tamanho, com tanto o Vaterland quanto o Bismarck sendo equipados desde o início para impedir rolagem. Sua superestrutura tinha quatro conveses de altura, algo que afetava sua estabilidade. A estrutura do Majestic, bem como a do Leviathan, foi submetida a fortes pressões que criaram em 1924 uma grande rachadura em um dos lados do navio, problema estrutural que permaneceu uma ameaça no restante de sua carreira.
Outro problema que afetou o trio da HAPAG foi a instalação elétrica. A fiação alemã instalada a bordo dos três navios tinha uma grande tendência a criar incêndios, uma praga para a carreira do Berengaria, cujos ambientes internos muitas vezes foram parcialmente destruídos por fogo e consequentemente deixando a embarcação fora de serviço para reparos. Os incidentes no Majestic permaneceram limitados no decorrer de sua carreira comercial, porém foram a causa de um incêndio fatal em setembro de 1939, depois de ser convertido para uso militar. O único que escapou dos incêndios foi o Leviathan, cuja fiação elétrica foi totalmente refeita quando o navio foi tomado pelos norte-americanos.

### Instalações

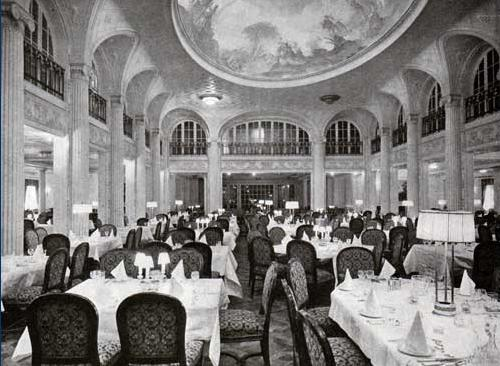
O salão de jantar da primeira classe.

O Bismarck, assim como seus dois irmãos, foi projetado para oferecer quatro classes para mais de quatro mil passageiros, que ficariam acomodados desde em suítes luxuosas com varandas, até em dormitórios simples com beliches. Entretanto, os Estados Unidos começaram a apertar suas regras de imigração a partir da década de 1920. Consequentemente, sua capacidade total de passageiros foi radicalmente alterada pela época em que o navio entrou em serviço em 1922 como Majestic. Ele inicialmente podia transportar setecentas pessoas na primeira classe, 545 na segunda e 850 na terceira. As acomodações foram revisadas em 1926 para a inclusão de uma "classe turística", que acabou por substituir completamente a segunda classe em 1931.
Os interiores tinham sido originalmente projetados por Charles Mewès, porém ele morreu em 1914 e nunca viu a embarcação concluída. Mesmo assim, seus planos foram adaptados pela White Star. Um grande destaque era seu salão de jantar da primeira classe, que abrangia dois conveses e foi o maior já construído em um navio até então, sendo decorado com painéis de carvalho que lhe davam uma aparência próxima ao do Olympic. Outro local distinto era sua piscina decorada no estilo Pompeia, que muito contrastava com as piscinas sóbrias da Classe Olympic. O Majestic também oferecia aos passageiros de primeira classe um café e um restaurante à la carte para aqueles que não queriam comer no salão de jantar. As instalações da primeira classe eram localizadas na parte central do navio, enquanto a segunda classe oferecia cabines para duas ou quatro pessoas, localizadas na traseira da superestrutura. Por fim, as instalações da terceira classe localizavam-se na popa.

## História

### Início de carreira

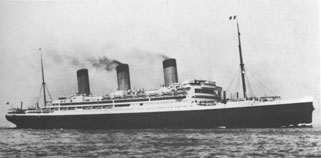
O Majestic em 1922.

O Majestic chegou em Southampton em abril de 1922 e logo tornou-se a capitânia da White Star. Foi nessa função que realizou em 10 de maio sua viagem inaugural até Nova Iorque, nos Estados Unidos, via Cherbourg-Octeville, na França. Sua função era garantir o serviço transatlântico expresso da empresa, sendo acompanhado pelo Olympic, que era de tamanho e velocidade levemente inferiores, bem como o RMS Homeric, outro navio alemão tomado como reparação de guerra. Este último era o mais problemático dos três, pois era o menor e mais lento e assim afetava a regularidade do serviço oferecido. Mesmo assim o trio viria a desfrutar de grande popularidade. A primeira travessia do Majestic foi tranquila; como era frequente nessas ocasiões, a viagem inaugural atraiu um número baixo de passageiros, neste caso 655, e sua velocidade média foi abaixo do desempenho estimado. No entanto, milhares de pessoas se reuniram em Nova Iorque para testemunharem sua chegada. O retornou foi muito mais bem sucedido, transportando desta vez 1.814 passageiros.
O Majestic e o Leviathan, agora operando sob a United States Lines, nunca foram destinados a ganhar a Flâmula Azul de travessia transatlântica mais rápida, prêmio mantido desde 1909 pelo Mauretania. Entretanto, a ameaça dos dois foi grande o bastante para a Cunard retirar seu navio de serviço e modernizar suas máquinas, para que pudesse preservar sua superioridade. Os dois irmãos, mesmo assim, eram frequentemente comparados para definir quem era o mais rápido. O Majestic conseguiu realizar em maio 1925 a viagem mais rápida da história dos dois, em pouco mais de cinco dias, porém o Leviathan foi quem manteve a maior média de velocidade no decorrer de toda a carreira. O desempenho de ambos no final era bem semelhante. Existia também uma competição entre os dois no quesito tamanho. Apesar do Majestic ter sido considerado por muitos o maior navio do mundo até a chegada do Normandie, a United States Lines na década de 1920 avaliou a tonelagem do Leviathan usando métodos diferentes e alguns truques, para que o valor final fosse maior e assim sua embarcação pudesse reivindicar o título de maior de todos.
O navio mostrou-se extremamente popular na década de 1920, tendo sido a embarcação que mais transportou passageiros na rota transatlântica em 1923. Era regularmente mais popular que muito dos seus concorrentes diretos, como o Leviathan, Berengaria, Aquitania e Mauretania, além de seus próprios companheiros Olympic e Homeric. Seus passageiros e tripulantes lhe deram o apelido de "Magic Stick", um trocadilho com a semelhança entre a frase "varinha mágica" em inglês com seu nome Majestic.
Sua carreira foi perturbada por vários incidentes, incluindo uma colisão com o Berengaria no final de 1922, que não teve consequências graves. O maior problema enfrentado pelo Majestic surgiu em dezembro de 1924, quando uma rachadura de mais de trinta metros se formou em sua superestrutura, com um som que os passageiros descreveram como "tiro de canhão". Reparos e reformas foram realizadas para fortalecer a estrutura do navio que, mesmo assim, permaneceu sob vigilância pelo restante de sua carreira. O Leviathan veio a enfrentar um problema semelhante alguns anos depois. A embarcação passou por mais ajustes no final da década, particularmente em 1928, com o objetivo de adaptá-lo ao esgotamento das correntes imigratórias do Atlântico Norte. Assim como outros navios da época, a solução encontrada foi a formação de uma classe turística.

### Grande Depressão

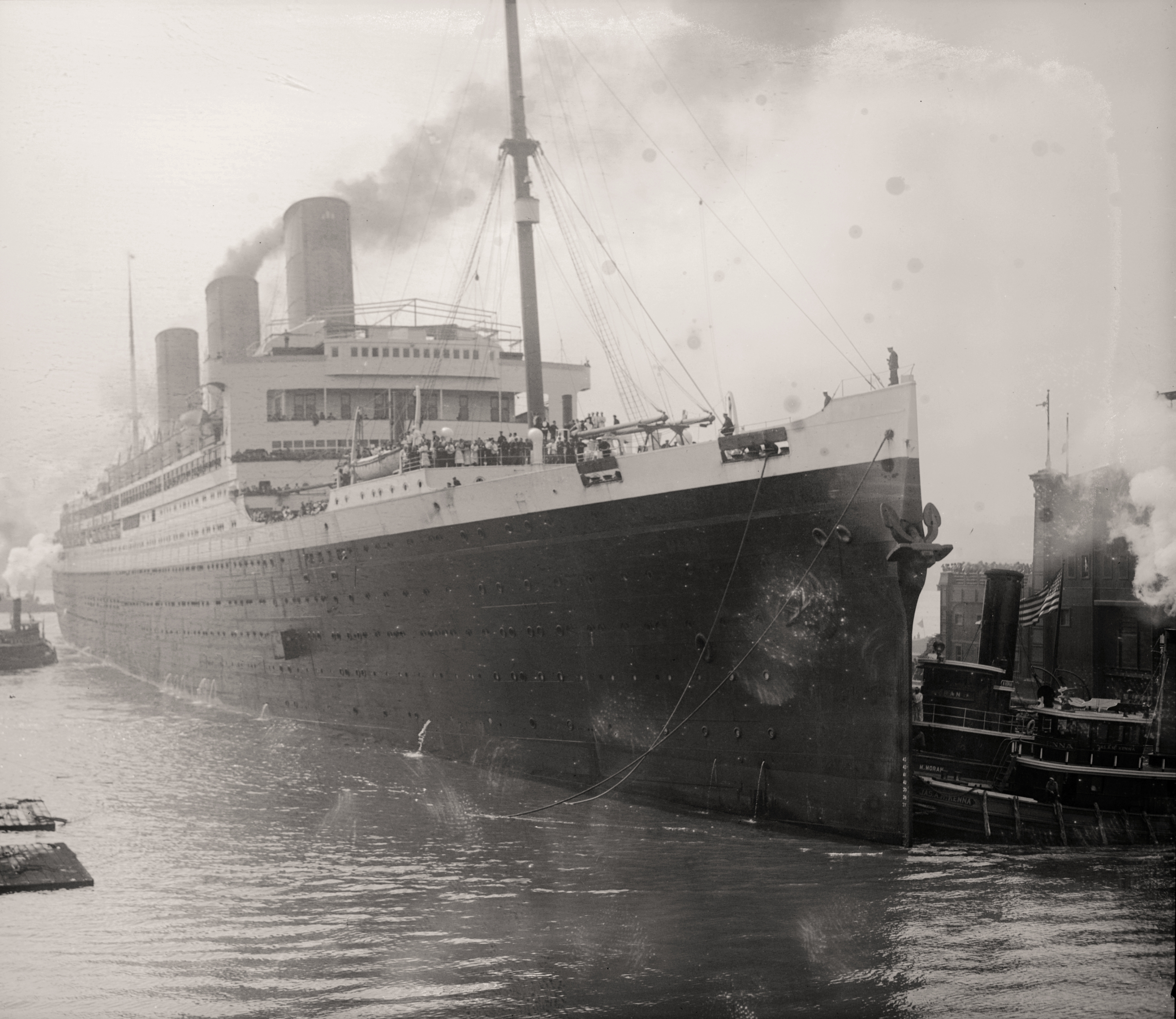
O Majestic em Nova Iorque.

A situação financeira da White Star já estava ruim na época da crise de 1929 por causa da má administração de lorde Owen Philipps, 1.º Barão Kylsant e dono da empresa desde 1927. Mesmo com os bons desempenhos do Majestic e Olympic no período pré-crise, a companhia teve dificuldades de adaptar-se às novas circunstâncias. Os dois passaram a alternar seu serviço transatlântico com cruzeiros curtos. O Majestic costumava sair três a quatro vezes por semana de Nova Iorque para cruzeiros de um dia de duração até o Canadá. A lei seca nos Estados Unidos também fez com que a embarcação realizasse "cruzeiros para lugar nenhum" apenas para permitir que seus passageiros norte-americanos bebessem álcool em viagens curtas para fora das águas norte-americanas.
A clientela começou a ficar cada vez mais escassa na década de 1930, ao mesmo tempo que o Majestic começou a sofrer de alguns pequenos incêndios causados pela fiação elétrica ruim. Este tipo de incidente também era muito comum no Berengaria, com alguns com resultados devastadores, porém a bordo do Majestic o problema permaneceu limitado. Além disso, os problemas estruturais continuaram, manifestando-se na forma de pequenas rachaduras e estalos na área originalmente danificada em 1924. Enquanto isso a situação da White Star estava ficando cada vez pior, embora o Majestic tenha se encontrado no centro das atenções da mídia quando transportou a delegação britânica para os Jogos Olímpicos de Verão de 1932 em Los Angeles.
A situação da White Star e da Cunard estava muito ruim e o governo britânico começou pressiona-las para que se fundissem, oferecendo-se para subsidiar a construção do RMS Queen Mary caso a união ocorresse. A fusão finamente aconteceu em maio de 1934. O Majestic foi inicialmente mantido na frota da nova empresa, a Cunard-White Star Line. O navio continuou em serviço normalmente, atrapalhado apenas em outubro de 1934 por uma forte tempestade que destruiu janelas da ponte de comando, ferindo um oficial e o capitão Edgar J. Trant, o último comodoro da White Star, que foi hospitalizado por cinco semanas e nunca navegou novamente.
Pouco depois começou-se a discutir sobre o destino do Majestic, que foi colocado em algumas rotas de cruzeiro. A Cunard-White Star tinha um excedente de navios e uma nova capitânia estava prevista para chegar em 1936 na forma do Queen Mary. Cortes foram realizados para tentar limitar as despesas, assim o restaurante à la carte do Majestic foi fechado e seus equipamentos vendidos. Isto não foi o suficiente para melhorar a situação financeira, assim a empresa decidiu aposentar uma das duas embarcações originalmente pertencentes à HAPAG. Pela lógica o Berengaria seria o primeiro a ser desmontado, pois era o mais velho e quem mais sofria por problemas com a fiação elétrica. Porém se constatou que os custos operacionais do Majestic eram significantemente mais altos e incluíam amplos reparos no seu casco para que pudesse continuar servindo. Assim foi decidido aposentá-lo ao final de sua última travessia, em 13 de fevereiro de 1936, após apenas catorze anos de serviço comercial.

### Marinha Real

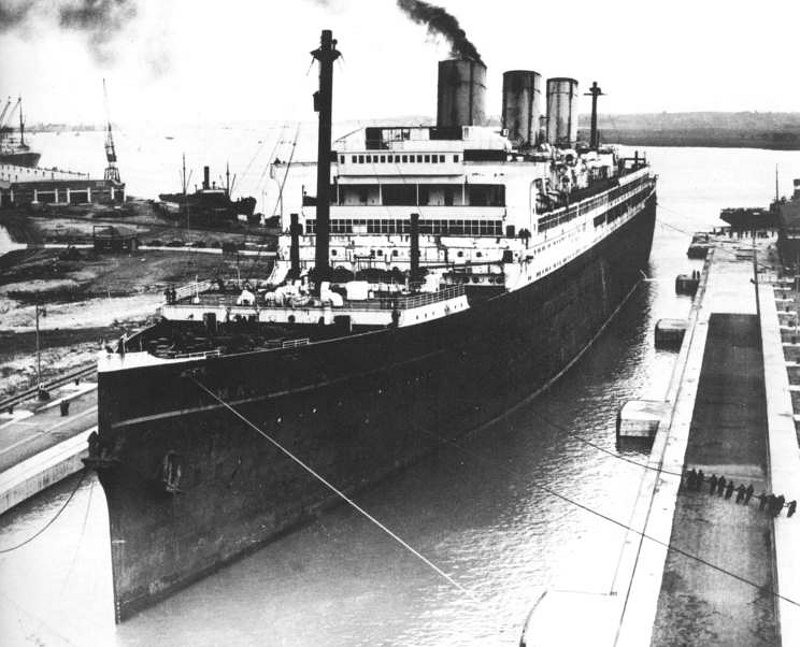
O Majestic em uma doca de Southampton para ser convertido no Caledonia, 1936.

A Cunard-White Star vendeu o Majestic em 15 de maio de 1936 por 115 mil libras esterlinas para a Thos. W. Ward, a fim de que fosse desmontado. O Almirantado Britânico acabou adquirindo a embarcação em 25 de agosto para que pudesse convertê-la em um navio de treinamento. Ele foi para Southampton a fim de passar por um grande processo de conversão. O primeiro passo a ser realizado foi encurtar seus mastros e chaminés para que pudesse passar pela Ponte do Forth, na Escócia, e em seguida seus salões foram transformados em ginásios e refeitórios. As divisórias das cabines de luxo foram removidas, e elas viraram salas de aula. Os cadetes dormiam em redes. A sala de rádio foi ampliada com o objetivo de treinar um grande número de futuros operadores. Também foram instaladas armas antiaéreas para treinamento de combate. A única instalação que não foi alterada foi sua piscina. Todas essas obras custaram 472 mil libras à Marinha Real Britânica, com o navio sendo rebatizado de HMS Caledonia.
O Caledonia deixou Southampton em abril de 1937, sendo a maior embarcação operada pela Marinha Real e podendo acomodar até 2500 pessoas. Ele serviu na sua nova função até o Reino Unido declarar guerra contra a Alemanha Nazista em 1939, no começo da Segunda Guerra Mundial. Todos que estavam a bordo do Caledonia foram colocados em terra por medo dele ser alvo de bombardeio, com planos sendo traçados para que fosse convertido em um navio de transporte de tropas. Entretanto, a fiação elétrica de má qualidade provocou um grande incêndio em 29 de setembro, que acabou por afundar a embarcação no estuário do rio Forth, sendo considerada uma perda total. Seus destroços foram vendidos em 1940 novamente para a Thos. W. Ward, porém os trabalhos de desmontagem de sua estrutura só foram realizados em 1942. O restante do casco foi erguido em julho de 1943 e rebocado para estaleiros próximos, onde o processo de desmontagem foi finalizado.